# Declieuxia cordigera
Declieuxia cordigera är en måreväxtart som beskrevs av Carl Friedrich Philipp von Martius, Joseph Gerhard Zuccarini, Schult. och Julius Hermann Schultes. Declieuxia cordigera ingår i släktet Declieuxia och familjen måreväxter.

## Underarter
Arten delas in i följande underarter:
- D. c. angustifolia
- D. c. cordigera